# Atón de Pistoya
San Atón de Pistoya (Badajoz, España, o Pescia, Italia, ca. 1070-Pistoya, 21 de junio de 1153) también conocido como san Adón, fue un monje benedictino, de la Orden de Vallombrosa, nombrado obispo de Pistoya e historiador. Es venerado como santo por la Iglesia católica.

## Biografía
Atto nació en 1070, posiblemente en Badajoz, región de Extremadura, España, (citado como Hispanus) o en Pescia, municipio italiano de la provincia de Pistoya, región de la Toscana. Fue nombrado abad de Vallombrosa en 1105 y en 1135 fue obispo de Pistoya (Toscana). En 1145 hizo llegar a Pistoya algunas reliquias del apóstol Santiago el Mayor, que le envió el obispo de Santiago de Compostela Diego Xelmírez. 
Escribió las vidas de san Juan Gualberto y san Bernardo de Vallombrosa, obispo de Parma, y un tratado sobre la Traslación de las reliquias de Santiago.

## Veneración
Desde su muerte, y aún en vida, tuvo fama de santidad, y el culto en su tumba fue casi inmediato. Se incrementó cuando se trasladaron los restos incorruptos de la iglesia de Santa Maria in Corte en la catedral, el 25 de enero de 1337. Clemente VIII probó su culto inmemorial, reconociéndolo el 24 de enero de 1605.

## Atón de Badajoz
Algunas fuentes italianas, en el siglo XVI, dicen que eran de origen hispánico y nacido en la ciudad de Badajoz, probablemente a partir de una lectura errónea del adjetivo Pacensis aplicado a su nombre. En 1613, esta mención es recogida y aceptada por el canónigo Juan Beltrán de Guevara, que escribe una biografía del santo, en buena parte inventada. Desde entonces, se inicia comienzan el culto litúrgico en Badajoz y se le hace patrón del seminario diocesano, se erigió una ermita y se constituye una cofradía. En Badajoz existe una reliquia del santo y todavía se conserva la casa donde, presuntamente, habría nacido, en la calle Alta, núm. 56.
El hecho que el descubrimiento se hiciese justamente durante el auge de los falsos cronistas pseudohistóricos que realizan biografías a partir de datos imprecisos hace sospechar que se trata de un caso similar donde, a partir de un dato que puede dar lugar a conjeturar un origen hispánico, se manipula y se da como cierta. La ausencia de rigor y credulidad del momento, con el deseo de las ciudades de haber sido la cuna de un santo, hizo el resto. 
En este caso, el dato era el adjetivo Pacensis presente en documentos sobre el santo, y que probablemente hizo referencia su origen en el lugar toscano de Pescia o la Val di Pesa. Los historiadores hispánicos la interpretaron como originario de Pax Augusta, nombre falso latino de Badajoz. Igualmente, en documentos del santo obispo hay firman donde consta la fórmula pecc., que también se interpreta interesadamente como Pacensis, cuando quería decir peccator, "pecador".